# Bosque esclerófilo y mixto del Egeo y Turquía occidental
El bosque esclerófilo y mixto del Egeo y Turquía occidental es una ecorregión de la ecozona paleártica, definida por WWF, que se extiende por las costas y las islas del mar Egeo.

## Descripción
Es una ecorregión de bosque mediterráneo que ocupa 133 500 kilómetros cuadrados en las llanuras costeras del oeste de Turquía, incluyendo una estrecha franja a lo largo de la costa nororiental del mar de Mármara, y de Grecia continental (salvo el extremo noroeste), y en las islas del Egeo. Además, se extiende hacia el interior hasta alcanzar la frontera de Grecia con Bulgaria y Macedonia del Norte.
El clima es mediterráneo.

## Flora
Aún se conservan algunos bosques originales de pino de Creta (Pinus brutia). Entre las especies raras y amenazadas cabe citar el liquidámbar oriental (Liquidambar orientalis) y la palmera de Teofrasto (Phoenix theophrastii).

## Fauna
La amenazada tortuga boba (Caretta caretta) anida en esta ecorregión. Entre los mamíferos destacan el zorro común (Vulpes vulpes), el lobo (Canis lupus) y el jabalí (Sus scrofa).
Hay muchas especies de aves, tanto residentes como migratorias, entre las que se encuentran especies amenazadas como el cormorán pigmeo (Phalacrocorax pygmeus), el pelícano ceñudo (Pelecanus crispus), la malvasía cabeciblanca (Oxyura leucocephala) y el cernícalo primilla (Falco naumanni). 

## Estado de conservación
En peligro crítico. La ecorregión se encuentra muy degradada por siglos de densa población humana.